# أي جست وانا دانس (ألبوم)
أنا فقط أُريد أن أرقص (بالإنجليزية: I Just Wanna Dance) هو أول ألبوم مصغر للفنانة الموسيقية الكورية الأمريكية تيفاني هوانغ. أصدر الألبوم في 11 مايو 2016 بواسطة إس إم إنترتينمنت وبإنتاج إي سو مان. ويتكون الألبوم من 6 أغاني بالإضافة إلى الأغنية الرئيسية «أنا فقط أريد أن أرقص» التي أصدرت في 4 مايو 2016.

## الإصدار والترويج
في 4 مايو 2016 أُصدرت أغنية ترسيم تيفاني كمغنية منفردة وبعدها بأسبوع في 11 مايو 2016 أُصدر الألبوم، بعد ذلك في 23 مايو أصدرت نسخة الريمكس لأغنية «أي جست وانا دانس» باللغة الإنجليزية وبإنتاج المنتج الموسيقي الكوري «كاغو بينغتشي».

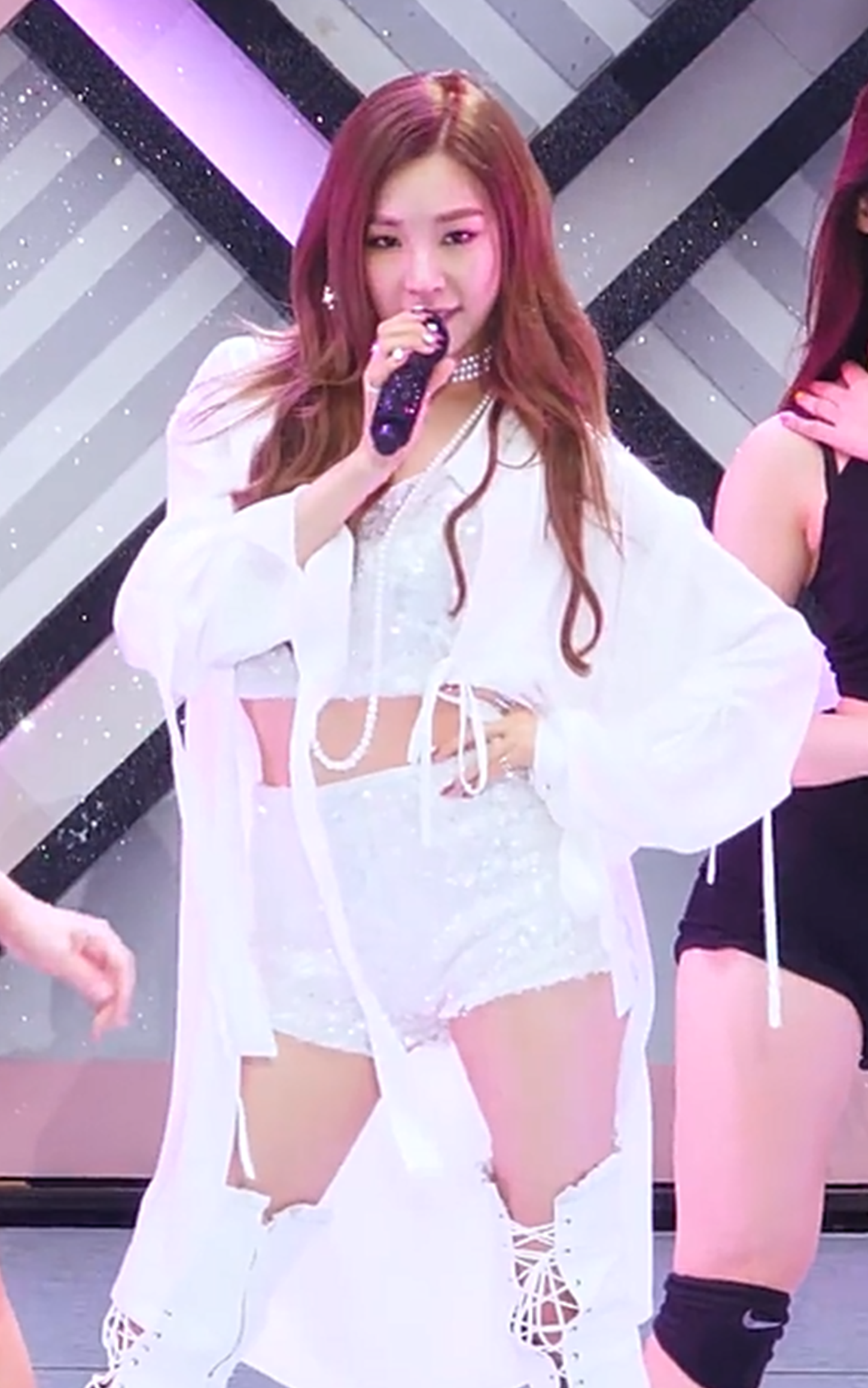
تيفاني أثناء تأديتها أغنية "أي جست وانا دانس" في جولة إس إم تاون الموسيقية

في 12 مايو 2016 قامت تيفاني بأداء الأغنية لأول مرة في قناة إمنت في برنامج إم كاونت داون و في 17 و18 مايو فازت تيفاني في برنامج ذا شوو و شوو تشامبين.
أقضت تيفاني شهر يونيو 2016 بالترويج لألبومها من خلال سلسلة من الحفلات الموسيقية بعنوان «ويكيند» في كوريا الجنوبية بواسطة إس إم إنترتينمنت.

## قائمة أغاني الألبوم
| #  | عنوان                | المدة |
| -- | -------------------- | ----- |
| 1. | "I Just Wanna Dance" | 3:29  |
| 2. | "Talk"               | 3:34  |
| 3. | "Fool"               | 3:28  |
| 4. | "What Do I Do"       | 3:03  |
| 5. | "Yellow Light"       | 3:22  |
| 6. | "Once in a Lifetime" | 3:51  |

و أغنية إضافة أصدرت في سبوتيفاي و أبل ميوزك و موسيقى جوجل بلاي
| #  | عنوان                            | المدة |
| -- | -------------------------------- | ----- |
| 7. | "What Do I Do النسخة الإنجليزية" | 3:03  |

## المخططات
| المخططات                      | المركز |
| ----------------------------- | ------ |
| اليابان (أوريكون)             | 41     |
| كوريا الجنوبية (غاون)         | 3      |
| تايوان (جي-ميوزك شرق آسيا)    | 1      |
| أميركا ورلد ألبومز (بيلبورد)  | 3      |
| أميركا توب هيتسيكيرز(بيلبورد) | 10     |

### مخططات نهاية العام
| مخططات (2016)      | المركز |
| ------------------ | ------ |
| مخطط غاون للموسيقى | 47     |

## تاريخ الصدور
| المكان         | التاريخ      | الشكل         | الوكالة                      |
| -------------- | ------------ | ------------- | ---------------------------- |
| كوريا الجنوبية | 11مايو 2016  | CD تحميل رقمي | إس إم إنترتينمنت كي تي ميوزك |
| حول العالم     | 11مايو 2016  | تحميل رقمي    | إس إم إنترتينمنت             |
| تايوان         | 8 يونيو 2016 | قرص مضغوط     | مجموعة يونيفرسال الموسيقية   |